# Hogna burti
Hogna burti este o specie de păianjeni din genul Hogna, familia Lycosidae. A fost descrisă pentru prima dată de Hickman, 1944.
Este endemică în South Australia. Conform Catalogue of Life specia Hogna burti nu are subspecii cunoscute.